# Górnośląskie Zjednoczone Huty Królewska i Laura Spółka Akcyjna Górniczo-Hutnicza

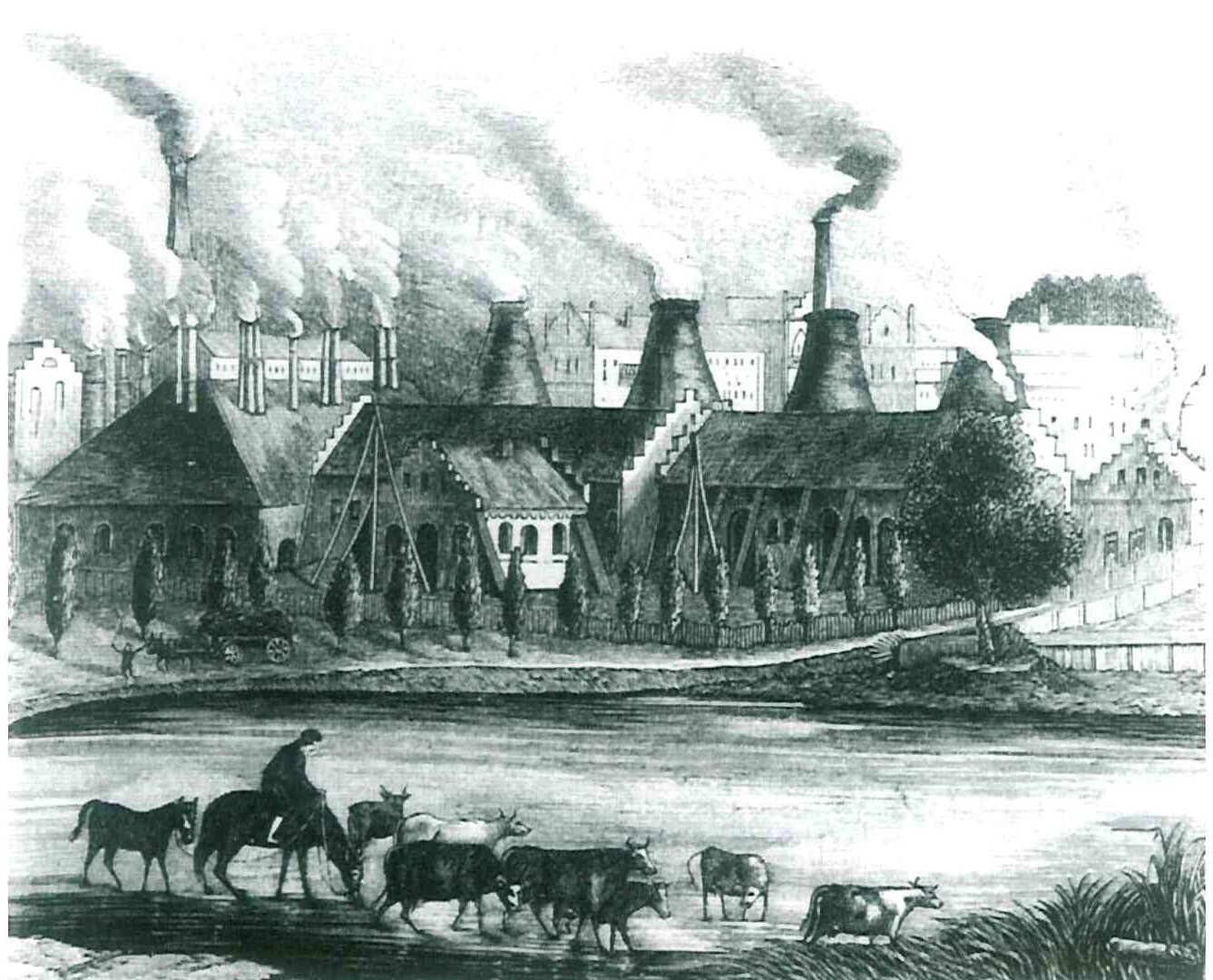
Huta „Laura”, 1840

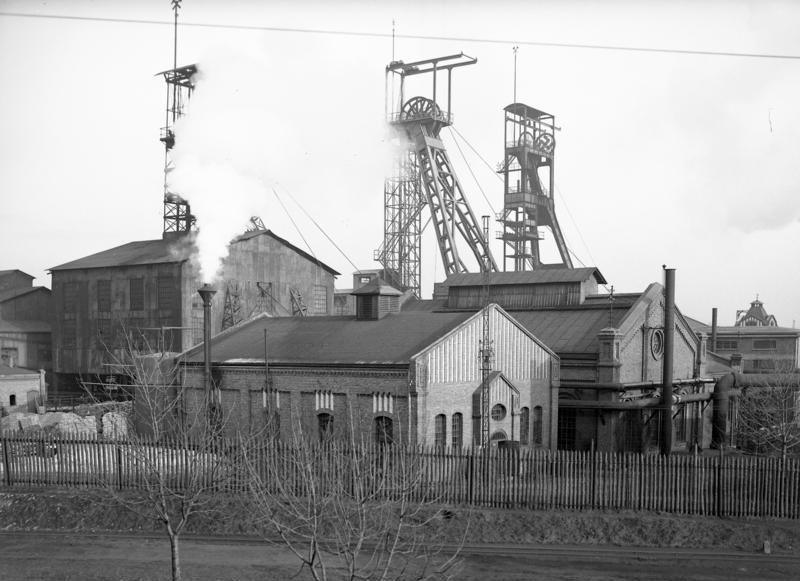
Kopalnia przy Hucie Laura (1940)

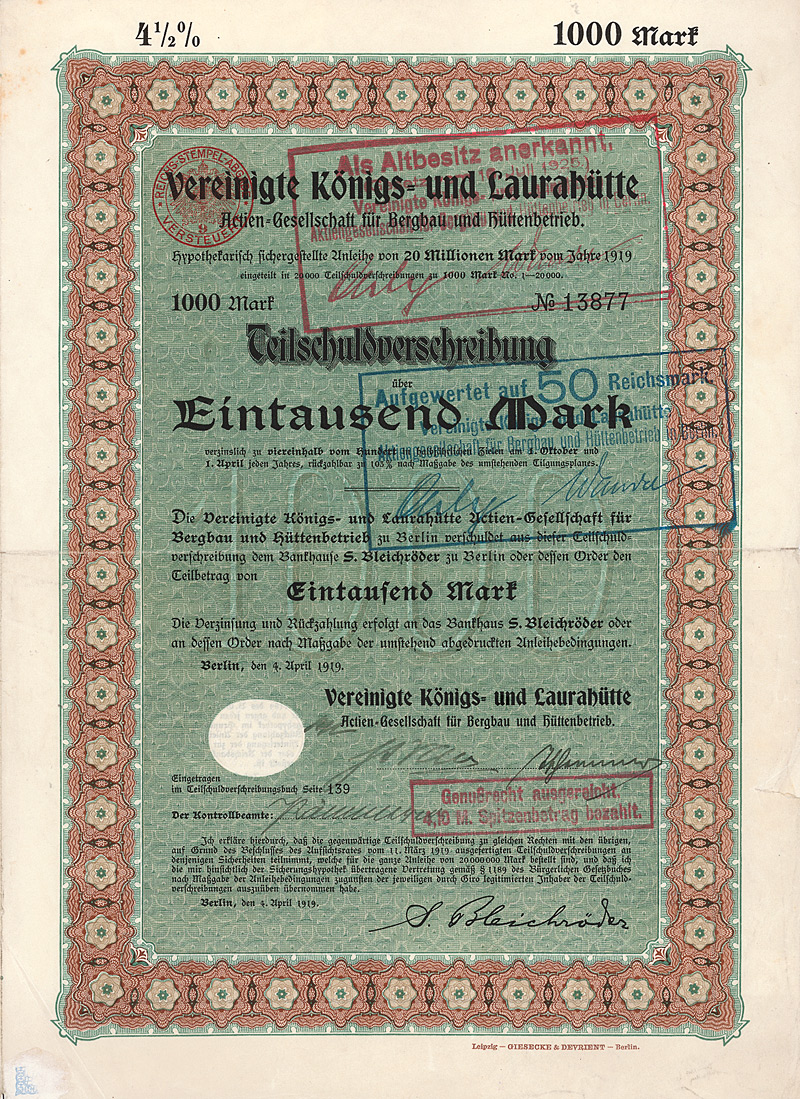
Skrypt dłużny Vereinigte Königs- und Laurahütte Actien-Gesellschaft für Bergbau und Hüttenbetrieb, z datą emisji 4 kwietnia 1919, na kwotę 1000 marek niemieckich

Górnośląskie Zjednoczone Huty Królewska i Laura Spółka Akcyjna Górniczo-Hutnicza – koncern górniczo-hutniczy z siedzibą w Katowicach, działający w formie spółki akcyjnej prawa polskiego na polskim Górnym Śląsku w okresie II Rzeczypospolitej.
Koncern powstał 2 lipca 1926 r. przez nostryfikację niemieckiego przedsiębiorstwa Vereinigte Königs- und Laurahütte Actien-Gesellschaft für Bergbau und Hüttenbetrieb, spółki akcyjnej utworzonej w 1871 w Berlinie przez hrabiego Hugona H. von Donnersmarcka. W chwili powołania objął zakłady tej spółki, położone na części terytorium Górnego Śląska, przyłączonej w 1922 do Rzeczypospolitej. Kapitał zakładowy wynosił 50 000 000 złotych, od 1929 – 84 000 000 zł. Akcje spółki były własnością berlińskiej spółki-matki (82,5%) i Skarbu Państwa Polskiego (17,5%). W związku z nostryfikacją spółki została powołana nowa Rada Nadzorcza, do której z Polaków weszli: hr. Alfred Antoni Potocki jako prezes, a także książę Andrzej Lubomirski, Stefan Przanowski, inż. Stanisław Jan Okolski, dr. Henryk Askenazy, Konstanty Wolny, Kazimierz Maria Przybysławski, Juliusz Twardowski i in. Siedziba spółki mieściła się we własnym budynku przy ul. Kościuszki 30, którego budowę rozpoczęto w 1927 r.
W latach 20. XX w. największe przedsiębiorstwo przemysłu ciężkiego w Polsce. W 1926 r. w skład koncernu wchodziły:
1. Kopalnie węgla kamiennego
- „Hrabina Laura” (niem. „Gräfin Laura”, później KWK „Chorzów”) w Królewskiej Hucie;
- „Huta Laura” (niem. „Laurahütte”, później KWK „Siemianowice”) w Siemianowicach;
- „Szyb Richtera” (niem. „Richterschacht”, później KWK „Siemianowice”) w Siemianowicach Śl.;
- „Dębieńsko” (niem. „Dubensko”, później KWK „Dębieńsko”) w Czerwionce;

2. Kopalnie rud
- koło Tarnowskich Gór i Chorzowa na Górnym Śląsku;
- w rejonie Częstochowy;
- w Schmiedeberg na Dolnym Śląsku;

3. Huty
- „Huta Królewska” (niem. „Königshütte”, później Huta „Kościuszko”) w Królewskiej Hucie;
- „Huta Laury” (niem. „Laurahütte”), później Huta „Jedność” w Siemianowicach;

4. Fabryki
- Fabryka Kół i Zwrotnic w Królewskiej Hucie;
- Fabryka Wagonów, Sprężyn i Tłocznia w Królewskiej Hucie;
- Zakład Budowy Mostów w Królewskiej Hucie;
- Zakład Budowy Maszyn Huta „Zgoda” w Świętochłowicach;
- Fabryka Śrub i Nitów Fitznera Sp. z o.o. w Siemianowicach;
- Fabryka Śrub, Naśrubek i Nitów S.A. Gdańsk – Schneidemühl.

W latach 20. XX w. największe przedsiębiorstwo przemysłu ciężkiego w Polsce. W 1926 r. koncern zatrudniał łącznie ok. 13 tys. pracowników. W roku 1924/1925 produkcja kopalń węgla wyniosła ok. 2200 tys. ton, natomiast produkcja hut ok. 200 tys. ton. W 1929 skupiał ok. 9% wydobycia węgla kamiennego, 23% produkcji surówki i 24% stali. Łączna wartość produkcji ok. 200 mln zł, zatrudnienie przekraczało 18,5 tys. pracowników.
W 1929 spółka zawarła z Katowicką Spółką Akcyjną dla Górnictwa i Hutnictwa porozumienie koncernowe Wspólnota Interesów Górniczo-Hutniczych, przy zachowaniu formalnej osobowości prawnej obu spółek oznaczające faktycznie połączenie ich działalności. Jednocześnie większość akcji obu spółek stała się własnością holdingu Consolidated Silesian Steel Corporation z siedzibą w Nowym Jorku (grupy kapitałowe Averella Harrimana i Friedricha Flicka), z dominującą pozycją Flicka. Wobec rabunkowej gospodarki kapitału zagranicznego i dekoniunktury wielkiego kryzysu, zagrażającej obu spółkom Wspólnoty upadłością, 29 marca 1934 ustanowiono nad nimi nadzór sądowy. 19 lipca 1936 Skarb Państwa (za pośrednictwem Zjednoczenia Górniczo-Hutniczego Sp. z o.o.) przejął w postępowaniu likwidacyjnym ok. 75% akcji obu spółek, które następnie dokonały fuzji, tworząc 16 kwietnia 1937 koncern z 92% udziału kapitałowego polskiego – Wspólnotę Interesów Górniczo-Hutniczych S.A.